# Thomasville (Alabama)
 Thomasville és una població dels Estats Units a l'estat d'Alabama. Segons el cens del 2000 tenia 4.649 habitants.

## Demografia
Segons el cens del 2000, Thomasville tenia 4.649 habitants, 1.794 habitatges, i 1.230 famílies La densitat de població era de 205,1 habitants/km².
Dels 1.794 habitatges en un 35,6% hi vivien nens de menys de 18 anys, en un 45,9% hi vivien parelles casades, en un 19,7% dones solteres, i en un 31,4% no eren unitats familiars. En el 29,5% dels habitatges hi vivien persones soles el 12,5% de les quals corresponia a persones de 65 anys o més que vivien soles. El nombre mitjà de persones vivint en cada habitatge era de 2,47 i el nombre mitjà de persones que vivien en cada família era de 3,06.
Per edats la població es repartia de la següent manera: un 28,4% tenia menys de 18 anys, un 8,4% entre 18 i 24, un 26,7% entre 25 i 44, un 22,8% de 45 a 60 i un 13,8% 65 anys o més.
L'edat mediana era de 36 anys. Per cada 100 dones hi havia 84 homes. Per cada 100 dones de 18 o més anys hi havia 80,8 homes.
La renda mediana per habitatge era de 26.549 $ i la renda mediana per família de 32.476 $. Els homes tenien una renda mediana de 32.212 $ mentre que les dones 21.319 $. La renda per capita de la població era de 14.916 $. Aproximadament el 20,6% de les famílies i el 23,5% de la població estaven per davall del llindar de pobresa.

## Poblacions més properes
El següent diagrama mostra les poblacions més properes.